# Grangeville (Idaho)
Grangeville es una ciudad ubicada en el condado de Idaho en el estado estadounidense de Idaho. En el año 2010 tenía una población de 3141 habitantes y una densidad poblacional de 897,43 personas por km². Se encuentra en la zona conocida como Panhandle de Idaho (mango de Idaho).

## Geografía
Grangeville se encuentra ubicado en las coordenadas 45°55′35″N 116°7′17″O / 45.92639, -116.12139. Según la Oficina del Censo, la localidad tiene un área total de 0,5 km² (0,2 mi²), de la cual 0,5 km² (0,2 mi²) es tierra y 0 km² (0 mi²) (0.0%) es agua.

## Demografía
En el 2000 la renta per cápita promedia del hogar era de $27,984, y el ingreso promedio para una familia era de $34,625. En 2000 los hombres tenían un ingreso per cápita de $27,369 contra $16,179 para las mujeres. El ingreso per cápita para la localidad era de $14,774. Alrededor del 13.6% de la población estaba bajo el umbral de pobreza nacional.